# Жан I де Шалон
Жан I де Шалон (фр. Jean de Chalon), известен также как Жан I Мудрый (фр. Jean Ier le Sage) или Жан I Древний (фр. Jean l'antique; 1190 — 30 августа 1267) — граф де Шалон в 1227—1237 годах, сеньор де Сален с 1237 года. Сын Этьена III, графа Осона, и Беатрисы, графини де Шалон.
Жан сохранил фамилию своей матери — Шалон. Его потомки были графами Бургундии, Осера, Тоннера, сеньорами Шалон-Арле, а позже — принцами Оранскими и графами Шалон-Осер.

## Биография
После смерти матери, Жан унаследовал графство Шалон. Ещё до получения инвеституры на графство Жан был вынужден улаживать конфликт с аббатством Клюни. В 1232 году он усмирил бунт мясников в Шалоне, даровав право на продажу мяса в городе всем, кто это хочет делать. За свои взвешенные решения в политике он заслужил прозвище Мудрый.
В 1236 году он женил своего сына Гуго на Алисе Меранской, дочери графа Оттона II Меранского. В 1237 году, чтобы контролировать политику графа Оттона, Жан обменял свои наследственные графства Шалон и Осон на сеньорию Сален и ряд других владений, своему племяннику, герцогу Бургундии Гуго IV. В результате чего Шалон и Осон вошли в состав герцогства.
Новые владения принесли ему большое богатство благодаря своим солончакам, а также позволили более активно вмешиваться в бургундские дела. Кроме того эти владения позволили ему взимать дорожные пошлины, поскольку именно через них проходила дорога из Италии во Францию. Кроме того Жан всячески старался увеличить свои владения, выкупая права на разные земли (их в Бургундии у него было больше пятидесяти).
После смерти в 1248 году графа Бургундии Оттона III графство Бургундия перешло к его сестре Алисе, жене Гуго де Шалона. Будучи самым могущественным феодалом в регионе, Жан пожелал править Бургундией от имени своей невестки, что вызывало постоянные конфликты с сыном Гуго. После смерти Гуго Жан стал регентом графства при малолетнем Оттоне IV, но вскоре умер.
Жан оставил от трёх браков многочисленное потомство. Графство Бургундия до 1279 года находилось под управлением вдовы Гуго, Алисы Меранской, вышедшей в 1268 году вторично замуж — за Филиппа Савойского, до её смерти, после чего перешло к её сыну Оттону IV. Владения же Жана Мудрого разделили его живые на тот момент сыновья. Один сын, Жан де Шалон (1243—1309), сеньор де Рофор, получивший земли на юге графства. Кроме того, после брака на Алисе, внучке герцога Гуго IV, он унаследовал графство Осер. Другой сын, Жан де Шалон-Арле (1259—1315), унаследовал владения на юге Юры, в центре Бургундии, а также Безансон.

## Браки и дети
- 1-я жена: с января 1214 Маргарита (Маго) Бургундская (1190 — 26 марта 1242), дочь Гуго III, герцога Бургундии
  - Елизавета (умерла 31 марта 1277); 1-й муж: Генрих де Вьенн (ум. 1233); 2-й муж: Ульрих II фон Пфирт (ум. 1275); 3-й муж: с 1248 Генрих I де Вержи (ум. 1263), сеньор де Мирабо, д’Отрей и де Фовен
  - Гуго де Шалон (1220 — 12 ноября 1266), граф Бургундии с 1248
  - Маргарита де Сален (ум. ок. 1259/1264); 1-й муж: с ок. 1248 Генрих де Бриенн (ум. 1250), сеньор де Рамерю и де Вениз; 2-й муж: с 1250 Гильом I де Куртене (ум. 1280), сеньор де Шампинель
  - Жанна (ум. 1265/1268); муж: Жан де Квисо
  - Бланка (ум. 1306); 1-й муж: с 1260 Гишар V де Боже (ум. 1265); 2-й муж: с 1268 Беро IX де Меркер (ум. 1285)
- 2-я жена: с ок. 1243 Изабелла де Куртене (1219 — 22 сентября 1257), дочь Роберта де Куртене, сеньора де Шампиньель
  - Жан I де Шалон-Осер (1243 — 10 ноября 1309), сеньор де Рошфор с 1266, граф Осера с 1273
  - Роберт (1244 — после 1245)
  - Этьен (ум. 1302), сеньор де Рувр; жена: с 1262 Жанна, дочь Готье де Виньори
  - Пьер (ум. 1272/1274), сеньор де Шательбелин
  - Маго, монахиня в Совементе
  - Гильельметта (ум. после 1261), аббатиса Батто
  - Маргарита (ум. после 1263), аббатиса Шате-Шалона
- 3-я жена: с 1258 Лауретта де Комерси (3 октября 1275), дочь Симона II де Комерси
  - Жан I де Шалон-Арле (1259—1316), сеньор д’Арле, основатель дома Шалон-Арле
  - Гуго III Глухой (ум. 1312), князь-епископ Льежа в 1296—1301), архиепископ Безансона с 1301
  - Маргарита (ум. 1328); муж: с 1285 Гуго Бургундский (1266—1288), сеньор де Монтрель, виконт д’Аваллон
  - Агнесс (ум. 1350); муж: с 1 июня 1285 Амедей II (ум. 22 мая 1308), граф Женевы